# Allahdino
Allahdino est un ancien village de l'actuel Pakistan, dans le district de Karachi et la province de Sind. C'est un site archéologique appartenant à la période Harappa de la civilisation de la vallée de l'Indus. 

## Localisation
Allahdino est situé à 40 kilomètres à l'est de Karachi. Il s'agit d'un établissement humain non fortifié de 1,4 hectares, installé dans une zone côtière de l'actuel Pakistan. 

## Fouilles
Plusieurs maisons construites en briques de terre, parfois installées sur des plates-formes en pierre, sont mises au jour au cours des fouilles archéologiques sur ce site. Une grande maison comportant plusieurs pièces avec une plate-forme en briques de terre est également fouillée. Un autre bâtiment dispose de trois puits à eau, chacun d'un diamètre de 60 à 90 cm. En fait, tous les puits découverts sur le site ont des diamètres aussi petits. La disposition d'ensemble et les bâtiments incitent à penser qu'Allahdino joue un rôle administratif.

## Objets trouvés
De nombreux artéfacts sont découverts sur le site, comme de grandes quantités d'objets en cuivre, des plateaux triangulaires en terre cuite, des sceaux, de petits pots en terre cuite avec de nombreuses décorations en or, en argent, en bronze et d'autres ornements. Plusieurs jarres sont également découvertes, dont une contenant des ornements en or et en argent. Une ceinture contenant 36 perles de cornaline est également mise au jour, ce qui prouve la présence d'un artisanat de haute qualité dans la région. 
Les archéologues pensent que les découvertes d'ornements en or et en argent, ainsi que l'utilisation de la pierre dans le village, indiquent que certains des habitants étaient assez aisés. Le site est bien fouillé et un total de 240 000 vases et fragments sont rassemblés et inventoriés.

## Importance
L'eau des puits d'Allahdino aurait été utilisée pour irriguer les champs du voisinage. On pense aussi qu'Allahdino est associé à la fabrication de textiles. 
Cette petite localité, bien organisée, est abandonnée vers 2000 av. J.-C..